# جزيرة أوباك الصغرى
جزيرة أوباك الصغرى وهي جزيرة من جزر إندونيسيا، تتبع بولاو سيريبو في إقليم جاكارتا.